# Tampere
Tampere (in svedese Tammerfors) è una città finlandese di 249009 abitanti, situata nella regione del Pirkanmaa.
È la terza città più popolosa del paese nonché la più popolosa città nordica priva di accessi sul mare.

## Geografia fisica

### Territorio
Tampere è situata tra due laghi: il Näsijärvi, a nord e più basso, ed il Pyhäjärvi, a monte.
La differenza di altitudine dei due laghi, pari a circa 18 metri, dà luogo alle rapide di Tammerkoski lunghe circa 945 metri e sfruttate come fonte di energia idroelettrica. La città si trova nel centro della regione Pirkanmaa, detta anche regione di Tampere. La superficie complessiva del territorio cittadino è pari a 690,6 km², 167,9 km² dei quali sono acqua. La densità della popolazione è pari a 385 abitanti per km². I comuni confinanti sono a ovest Nokia e Ylöjärvi, a sud Pirkkala e Lempäälä, e a est Kangasala e Orivesi. Il territorio cittadino si estende verso nord, i comuni confinanti in questa direzione sono Kuru e Ruovesi, i cui centri abitati distano dai 70 agli 80 km dal centro di Tampere.
Tampere si trova alla stessa latitudine di Söderhamn, in Svezia, e di Lillehammer, in Norvegia. Il 21 giugno il sole sorge alle 03:41 e tramonta alle 23:12, il 22 dicembre sorge invece alle 09:43 e tramonta alle 15:04. Ma la vera motivazione del freddo prolungato deriva innanzi tutto dalla quasi irrisoria elevazione massima invernale del centro del disco solare sull'orizzonte. Il 21 dicembre tale elevazione raggiunge 5.06 gradi nel mezzodì, mentre al solstizio d'estate raggiunge 51.94 gradi (il massimo per la latitudine in questione, possono esserci differenze microscopiche annuali in entrambi i valori); inoltre, simmetricamente, il 21 giugno l'elevazione minima è di -5.06 gradi in corrispondenza della mezzanotte locale, il che significa che, a meno di eccessiva nuvolosità, tutta la notte è permeata dalla luce crepuscolare.
Distanza dalle altre città della Finlandia:
| Città        | Distanza | Direzione |
| ------------ | -------- | --------- |
| Helsinki     | 176 km   | SSE       |
| Jyväskylä    | 149 km   | NE        |
| Kotka        | 300 km   | SE        |
| Kuopio       | 293 km   | NE        |
| Lahti        | 126 km   | SE        |
| Lappeenranta | 274 km   | E         |
| Oulu         | 476 km   | NNE       |
| Pori         | 114 km   | O         |
| Turku        | 157 km   | SO        |
| Vaasa        | 242 km   | NNO       |

### Clima
Nel 2003, nel mese di gennaio la temperatura media è stata pari a -11,4 °C, la massima di +4,8 °C e la minima -32 °C. Nel luglio dello stesso anno si è avuta una temperatura media di +20,2 °C, con una massima di +30,6 °C e una minima di +8,8 °C.
La temperatura più alta registrata è +33,1 °C, mentre la temperatura più bassa registrata è di -37 °C

## Storia

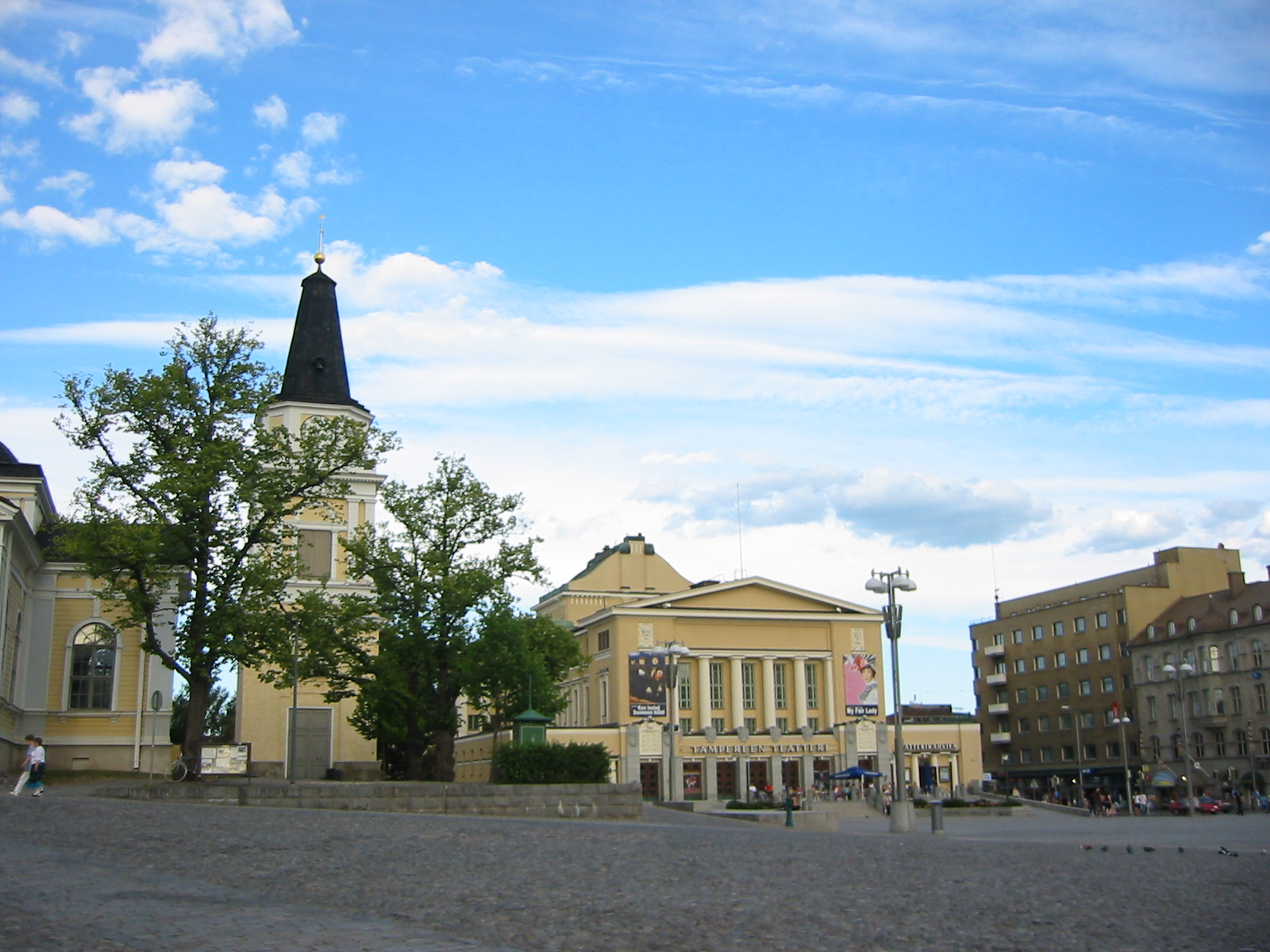
Keskustori

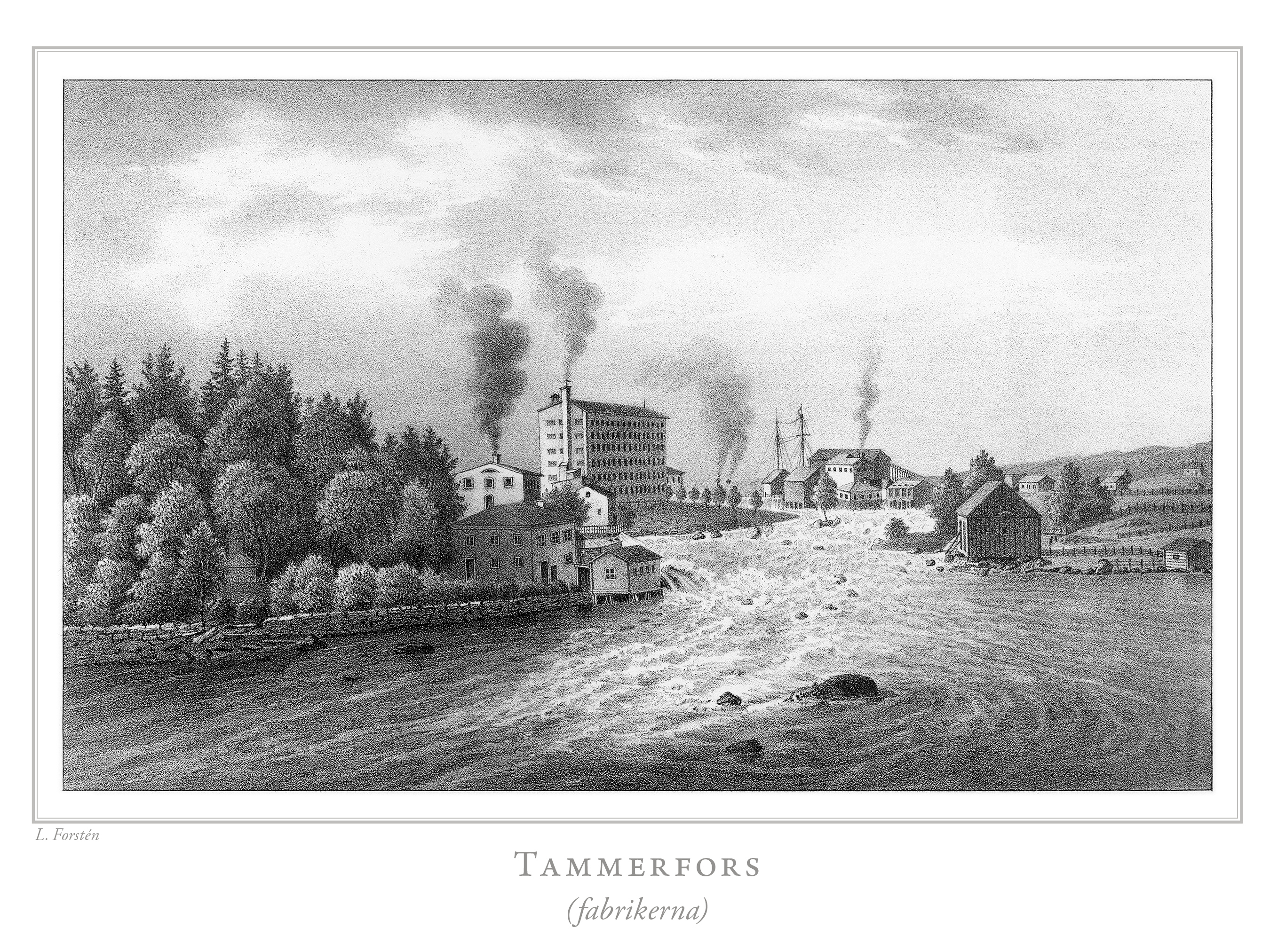
Le fabbriche di Tampere illustrate in "La Finlandia presentata nei disegni" (in svedese Finland framstäldt i teckningar)

Nel Medioevo, la zona di Tampere era abitata dalla tribù dei Pirrka, che esigeva il pagamento di tributi dalle popolazioni locali spingendosi a nord fino alla Lapponia. All'epoca, la "città" consisteva in una serie di tenute amministrate dai proprietari svedesi, che si estendevano attorno alle foreste e ai due laghi che circondano Tampere. L'odierna città fu fondata nel 1779, durante il regno di Gustavo III di Svezia.
Nel XIX secolo, le rapide di Tampere, o Tammerkoski, che oggi costituiscono una ricca fonte di energia idroelettrica, furono fondamentali per lo sviluppo dell'industria tessile. Tra gli investitori finlandesi e stranieri che presero d'assalto la città figura l'industriale scozzese James Finlayson, che vi fondò un cotonificio nel 1820.
La Rivoluzione Russa del 1917 aumentò l'interesse per il socialismo tra la nutrita classe operaia di Tampere. La città divenne così la capitale dei "rossi" durante la guerra civile finlandese, che scoppiò dopo la dichiarazione d'indipendenza della Finlandia.
Per dimensioni il secondo centro urbano dello Stato (popolazione 200.980 (2003) e grazie allo sfruttamento dell'energia idroelettrica è un importante polo industriale produttore di tessuti, carta, legname, gomma, strumenti di precisione, articoli in cuoio, calzature e metalli raffinati.

## Monumenti e luoghi d'interesse

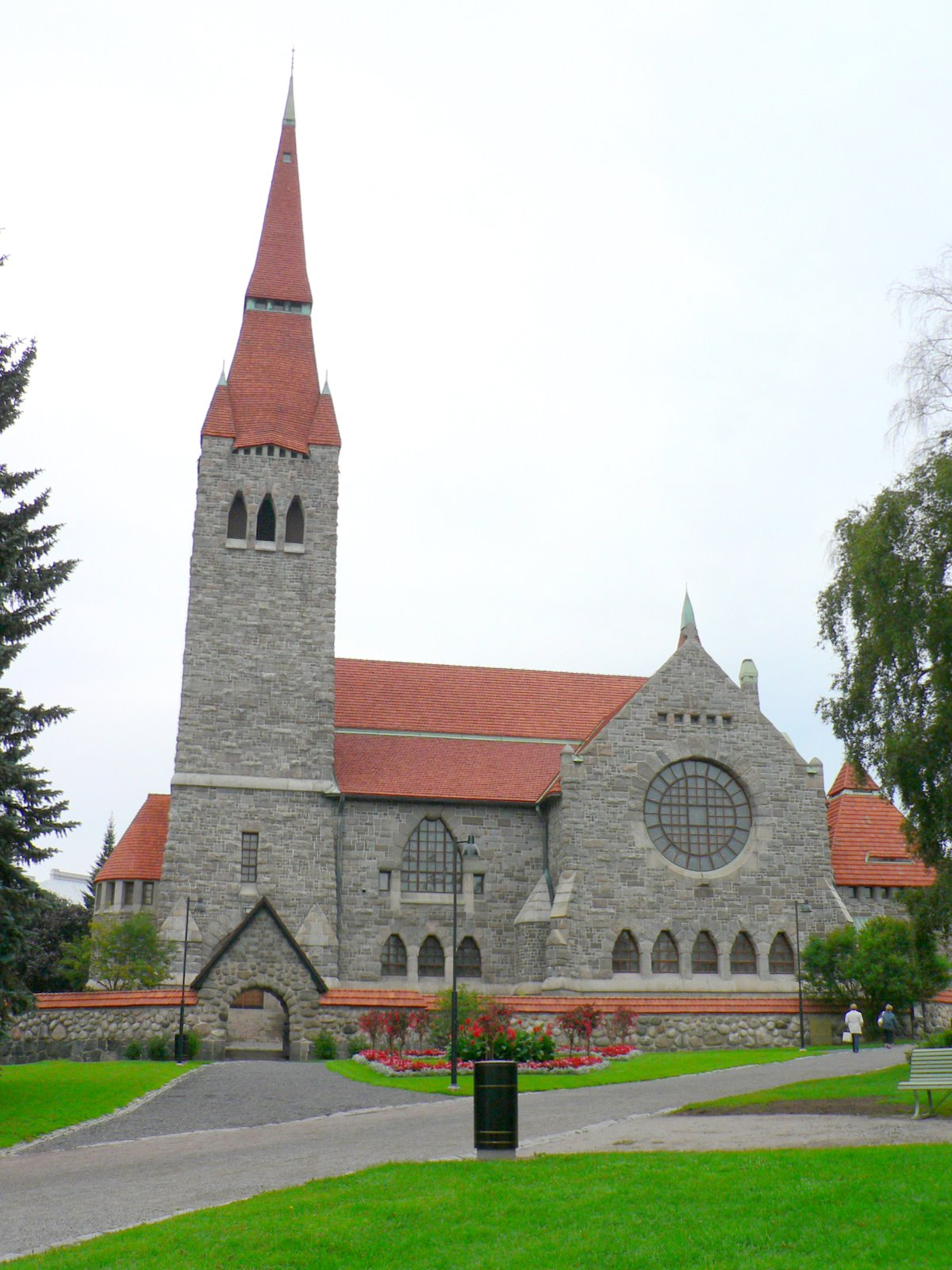
La cattedrale di Tampere

### Architetture religiose
A Tampere è presente un'antica chiesa luterana in legno, è piccola ma comunque riccamente decorata chiesa ortodossa come altra chiesa molto maestosa c’è la cattedrale di Tampere, che è uno dei più notevoli esempi dello stile architettonico tipico del Romanticismo nazionalista finlandese. Fu progettata da Lars Sonck e ultimata nel 1907. All'interno è adornata da alcuni affreschi e dalle vetrate istoriate di Hugo Simberg.

### Architetture civili
La città accoglie un gran numero di edifici storici, alcuni dei quali in stili revivalisti, come il Municipio di Tampere. Molti sono invece quelli di stile art nouveau, siano essi opere d'edilizia privata come la Casa Schreck, la Casa Sumelius, la Casa Palander e la Casa Tirkkonen, o siano invece edifici pubblici quali la caserma centrale dei pompieri, la Casa dello Studente e la Casa del Commercio.

### Parco dei divertimenti di Särkänniemi
All'interno del parco dei divertimenti vi sono 30 giostre. L'acquario è il più grande della Finlandia, con 200 specie di creature marine. Nelle vicinanze vi sono uno zoo per bambini, con animali domestici, e un planetario.
Il delfinario è l'unica struttura in Finlandia a offrire un'esibizione di delfini.
La torre d'osservazione Näsinneula, con i suoi 168 m, è la più alta della Finlandia.

### Scuderie Tallipiha
Tallipiha, nel parco Näsinpuisto, è un complesso restaurato di stalle e cottage per il personale del XIX secolo. Oggi gli edifici ospitano gli studi di artisti e artigiani che producono oggettistica, ceramiche, scarpe e cioccolata.

## Cultura

### Eventi
Tampere ospita vari eventi annuali e festival durante quasi tutto l'anno. Il Tampere Film Festival (inizio marzo) è un rinomato festival internazionale di cortometraggi.
La Tampere Biennale è una rassegna di moderna musica finlandese che si tiene in primavera (aprile) soltanto negli anni pari. Il Pispala Schottishce è un festival internazionale di danze popolari che si tiene all'inizio di giugno.
Il Tammerfest è la più importante rassegna musicale di Tampere. Si protrae per cinque giorni attorno alla metà di luglio, e prevede grandi concerti rock al Ratina Stadium e diversi concerti più piccoli in giro per la città.
Sempre in luglio, si svolge la Pirkan Soutu, una gara di canottaggio. Il Tampere International Theatre Festival, che dura una settimana e si tiene all'inizio di agosto, è una vetrina di produzioni teatrali internazionali e finlandesi; contemporaneamente al festival si svolge una rassegna di teatro d'avanguardia, chiamata Off-Tampere.
In ottobre, oppure all'inizio di novembre, la città ospita il Tampere Jazz Happening, una vivace manifestazione alla quale partecipano musicisti jazz finlandesi e stranieri.
Due volte l'anno, in autunno e a metà inverno, la Tampere Illuminations illumina le vie cittadine con 40.000 luci colorate.
A Tampere hanno sede l'Università di Tampere e la Tampere University of Technology.

## Infrastrutture e trasporti
Dal 2021 la città possiede un servizio tramviario, la Metrotranvia di Tampere.

## Società

### Lingue e dialetti
Il finlandese è l'unica lingua ufficiale di Tampere ma esiste anche una piccola minoranza di svedesi di Finlandia di vecchio stampo con una scuola svedese. Il comune ha anche dato il benvenuto a immigrati recenti che parlano altre lingue (5,9%)
| %     | Ripartizione linguistica (gruppi principali) |
| ----- | -------------------------------------------- |
| 0,5%  | madrelingua svedese                          |
| 93,6% | madrelingua finlandese                       |

## Sport
Il principale sport a Tampere è l'hockey su ghiaccio, come nel resto della Finlandia. La città vanta infatti una delle squadre più titolate che milita nella massima lega finlandese, il Tappara Tampere. La prima partita di hockey su ghiaccio in Finlandia è stata giocata qui.
Anche il calcio è molto popolare: l'Ilves Tampere conta oltre 4000 giocatori per circa 100 squadre (principalmente juniores).
La città ha ospitato i preliminari delle Olimpiadi estive del 1952, il Campionato mondiale di hockey su ghiaccio 1965 e in parte il campionato europeo maschile di pallacanestro 1967.

## Amministrazione

### Gemellaggi

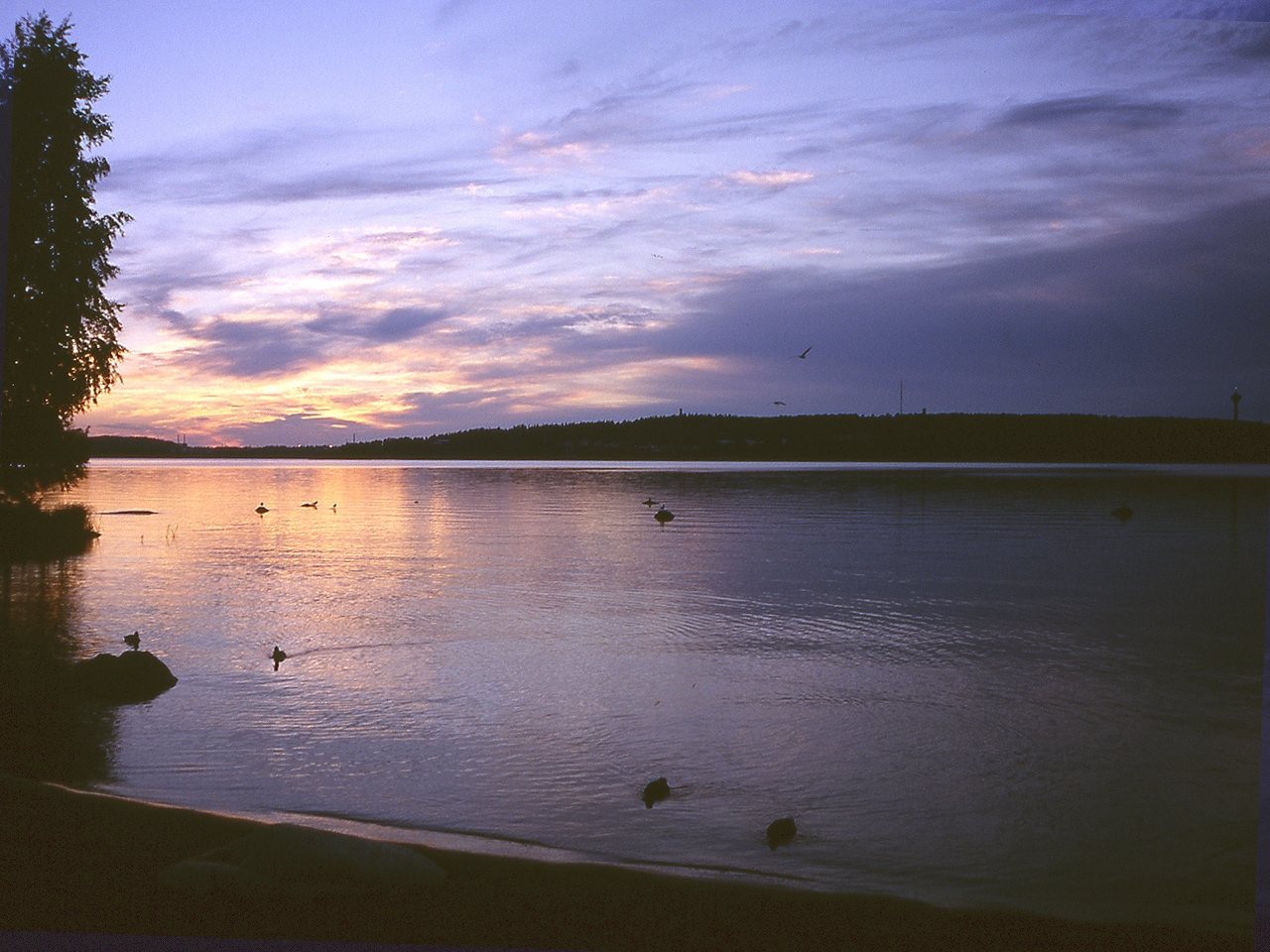
Vista sul lago Pyhäjärvi, 2 luglio 2004, ore 23:15

- Brașov
- Chemnitz
- Essen
- Kaunas
- Kiev
- Kópavogur
- León
- Linz, dal 1995[3]
- Miskolc
- Mwanza
- Nižnij Novgorod
- Norrköping, dal 1956[4]
- Odense
- Olomouc
- Syracuse
- Tartu
- Trondheim
- Łódź